# Vaardi
Vaardi – wieś w Estonii, w prowincji Valga, w gminie Otepää. W 2025 roku miała 14 mieszkańców.